# 国鉄リ390形貨車
国鉄リ390形貨車（こくてつリ390がたかしゃ）は、かつて日本国有鉄道（国鉄）およびその前身である鉄道省等に在籍した8 t積みの土運車である。

## 概要
1928年（昭和3年）5月の車両称号規程改正によりツフ3430形8両はリ390形（リ390 - リ397）に形式名変更された。
車体塗色は黒一色であり、寸法関係は、全長は5,983 mm - 6,275 mm、全幅は2,489 mm、全高は3,429 mm - 3,372 mm、実容積は4.9 m3、自重は4.5 t - 5.0 tである。
1954年（昭和29年）に最後まで在籍した車両が廃車になり形式消滅した。